# José Santos Sáenz
José Santos Sáenz Canales (1 de noviembre de 1901 en Ciudad Mier Tamaulipas - 6 de febrero de 1988 en Magdalena de Kino, Sonora), fue un sacerdote católico de sobrenombre “Benito Canales” que durante la Guerra Cristera utilizó para pasar desapercibido. Ejerció su ministerio por 61 años en Magdalena Sonora, y fue el tercer sacerdote consagrado por el Obispo Juan Navarrete Guerrero.

## Los primeros años
Hijo de José Antonio Sáenz Chapa y Gregoria Canales, José Santos desde sus primeros años fue llevado a Texas, Estados Unidos donde creció. Llegó a sus 18 años, a Magdalena Sonora, en 1919 con estudios parciales de seminarista, invitado por el recién consagrado Obispo Juan Navarrete Guerrero. 
José ingresó al seminario Mayor en Magdalena a terminar sus estudios de Teología, mismo que estaba ubicado contiguo al templo, y que el Obispo Navarrete en sus correrías por las persecuciones religiosas contra los cristianos por el gobierno en turno, trasladó el Seminario Mayor y Menor a Magdalena en 1921. 
El seminario menor, una primaria y una escuela de comercio, estaban en “El Trigal” que era el lugar donde después se convirtió en el “Asilo de Ancianos San Antonio” en Magdalena, y que era patrocinado por la parroquia local, pero antes de eso, fue hospital para pobres, ya que no había alguno en ésa población. Santos Sáenz, fue estudiante destacado en el Seminario por su inteligencia. José, acompañó a Navarrete en las penalidades de la persecución religiosa junto con su Obispo siendo aún seminarista. Dominaba los idiomas inglés, español y latín. Fue ordenado sacerdote el 8 de septiembre de 1927 en Nogales Arizona por el Obispo Navarrete en una barraca prestada por el U.S. Army, en una de las treguas de paz contra los sacerdotes.  

## Párroco de Magdalena
En 1937 fue asignado como vicario a ayudar a recuperar la parroquia de Magdalena junto con el Párroco Eustasio Egurrola, sacerdote nacido en ésa población que falleció y fue enterrado ahí, en 1941. En ese año inició sus tareas de sacerdotales y así fue por más de 61 años. Celoso guardián de San Francisco Javier el santo más famoso del Noroeste de México, y herencia de Eusebio Francisco Kino, y sus fieles peregrinos los Tohono O´odham (Tribu Pápago) y todos los que hacen su celebración y festividad en octubre, sin interrupción desde 1711.
Siendo ya párroco, dio continuidad a las acciones iniciadas por el Obispo Navarrete, en el Colegio de San Ignacio fundado por el señor Obispo, como “Escuela Normal de San Ignacio”, formadora de maestras católicas. Santos Sáenz, transformó el seminario menor fundado por Navarrete, en el llamado “Colegio Apostólico San Francisco Javier”, donde fue maestro de gramática y latín; estuvo a cargo de la escuela católica en el edificio de la Trinidad (hoy el Asilo), donde como seminarista recibió clases.
Distinguido por su sapiencia y oratoria, que donde hablaba, expresaba argumentos teológicos y filosóficos tanto para sus estudiantes como los fieles, muy exigente pero ameno y de buen humor. Bautizó, casó, fue maestro, de primaria, normal, teología, latín, catequista y celebró todos los ritos de su ministerio por lo menos a dos generaciones completas. Con camisa blanca y sotana sin mangas, debido al calor de la región, cejas largas y tupidas, estatura baja y boina a la catalana; inquieto, miraba a su feligresía con respeto.

## Custodio de San Francisco Javier
La estatua acostada de “San Francisco Javier” de la parroquia traída por Kino y motivo de veneración regional desde aquellos entonces, fue quemada en la Cervecería de Sonora como parte del conflicto y apropiación de templos por el Gobierno y persecución de ministros de culto. En 1934 sustituyó la estatua, misma que fue traída de Guadalajara. José Santos, fue testigo de múltiples testimonios y recopilador en un baúl por más de cincuenta años, de casi medio millón de agradecimientos, por milagros de San Francisco, que según los peregrinos que año tras año, desfilan frente a la estatua del santo, les fueron concedidos por el santo. En 5 años, entre 1988 y 1993, fueron contabilizados 43,891.

## Los últimos años
En 1977 una calle de Magdalena, fue bautizada con su nombre cuando estaba con vida. En 1979 celebró los 50 años de sacerdote. Los últimos años se retiró de sus actividades, y estableció su residencia en el poblado vecino de San Ignacio donde falleció a los 87 años el 6 de febrero de 1988. Sus restos reposan en el altar del templo de Santa María Magdalena.

## Legado Material
En 1950, remozó el templo de Santa María Magdalena, con la fachada vigente hasta 2022. Fundó cuatro escuelas privadas con vocación católica:
- Escuela primaria para niñas “Colegio San Francisco”, que oficialmente lleva el nombre se "Sociedad de Padres Por Cooperación", desde 1946.
- Escuela primaria para varones, “Colegio Niños Héroes” con internado anexo una especie de seminario menor y su capilla. (1959)
- “Secundaria Juan Navarrete” para varones. (1969)
- “Secundaria Francisca López Velarde”, para mujeres (1968).